# Phebalium
Genre
Phebalium est un genre de buisson de la famille des Rutaceae endémique d'Australie. Un certain nombre d'espèces autrefois incluses dans ce genre ont été transférées dans les genres Leionema et Nematolepis.

## Espèces
- Phebalium ambiguum C.A.Gardner
- Phebalium appressum Paul G.Wilson
- Phebalium bifidum P.H.Weston & M.Turton
- Phebalium brachycalyx Paul G.Wilson
- Phebalium brevifolium Paul G.Wilson
- Phebalium bullatum J.M.Black
- Phebalium canaliculatum (F.Muell. & Tate) J.H.Willis
- Phebalium clavatum C.A.Gardner
- Phebalium daviesii Hook.f.
- Phebalium distans P.I.Forst.
- Phebalium drummondii Benth.
- Phebalium elegans Paul G.Wilson
- Phebalium festivum Paul G.Wilson
- Phebalium filifolium Turcz.
- Phebalium glandulosum Hook.
- Phebalium laevigatum Paul G.Wilson
- Phebalium lepidotum (Turcz.) Paul G.Wilson
- Phebalium longifolium S.T.Blake
- Phebalium lowanense J.H.Willis
- Phebalium megaphyllum (Ewart) Paul G.Wilson
- Phebalium microphyllum Turcz.
- Phebalium nottii (F.Muell.) Maiden & Betche
- Phebalium obcordatum Benth.
- Phebalium obovatum (Paul G.Wilson) Paul G.Wilson
- Phebalium squamulosum Vent.
- Phebalium stenophyllum (Benth.) Maiden & Betche
- Phebalium tuberculosum (F.Muell.) Benth.
- Phebalium whitei Paul G.Wilson
- Phebalium woombye (F.M.Bailey) Domin